# Szuperkontinensek listája
Ez a szuperkontinensek listája. A lista fordított kronológiai sorrendben készült.

## Jelenleg
- Óvilág (Afroeurázsia) (5 millió évvel ezelőtt - jelenleg)
- Újvilág (Amerika) (15 millió évvel ezelőtt - jelenleg)
- Eurázsia (60 millió évvel ezelőtt - jelenleg)

### Beringia-függő
A fosszilis bizonyítékok  a tengerszinttől függő szakaszos létezést jeleznek 55 millió évvel ezelőttől napjainkig.
- Eurázsia-Észak-Amerika (55 millió évvel ezelőtt - az utolsó eljegesedési maximum vége)
- Eurázsia-Amerika (Észak- és Dél-) (15 millió évvel ezelőtt - az utolsó eljegesedési maximum vége)
- Óvilág és Újvilág (Afro-Eurázsia-Amerika) (5 millió évvel ezelőtt - az utolsó eljegesedési maximum vége).

## Régebbi földtörténeti korokban
- Gondwana (~510–~180 millió évvel ezelőtt)
- Laurázsia (~510–~200 millió évvel ezelőtt)
- Pangea, más néven: Pangaea (~300–~200 millió évvel ezelőtt)
- Pannotia, más néven Vendia  (~600–~545 millió évvel ezelőtt)
- Rodinia (~1,1 milliárd évvel ezelőtt–~750 millió évvel ezelőtt)
- Columbia, más néven: Nuna (~1,8–1,5 milliárd évvel ezelőtt)
- Kenorland (~2,7 milliárd évvel ezelőtt). Kenorland neoarchaikumi gránit kratonokból (a szárazföldek embrionális ősei,[1] más szóval a Föld pajzsterületei[2]) és új kontinentális kéregből alakult ki. Az egyre szélesedő törésvonalak mentén létrejövő árkos süllyedékek[3]  2,48-2,45 milliárd évvel ezelőtt hozzájárultak a 2,45-2,25 milliárd évvel ezelőtti paleoproterozoikumi eljegesedéshez. Kenorland 2,1 milliárd évvel ezelőtt szakadt szét végleg.
- Ur (~3 milliárd évvel ezelőtt). A legrégebbi szárazföldként minősítik. Valószínűleg a legnagyobb vagy talán az egyetlen szárazföld 3 milliárd évvel ezelőtt, de valószínűleg nem szuperkontinens. Lehet vitatkozni azon, hogy Ur szuperkontinens volt-e, noha kisebb volt, mint ma Ausztrália.
- Vaalbara (~3,6 milliárd évvel ezelőtt). Bizonyítéka a Yilgarn-kraton, Nyugat-Ausztráliában és világszerte az archaikumi zöldkő övek, amelyek lényegében keresztül szelték Laurázsiát és Gondwanát.

## Fordítás
Ez a szócikk részben vagy egészben  a   List of supercontinents című angol Wikipédia-szócikk fordításán alapul.  Az eredeti cikk szerkesztőit annak laptörténete sorolja fel. Ez a jelzés csupán a megfogalmazás eredetét és a szerzői jogokat jelzi, nem szolgál a cikkben szereplő információk forrásmegjelöléseként.

## Külső hivatkozások
- Gönczy Sándor: Földtani alapfogalmak
- Harta Éva: Geológia.